# Pseudoconalia debeauxi
Pseudoconalia debeauxi es una especie de coleóptero de la familia Mordellidae. Es la única especie del género Pseudoconalia.

## Distribución geográfica
Habita en Sumatra.